# Palazzo Landriani (Portici)

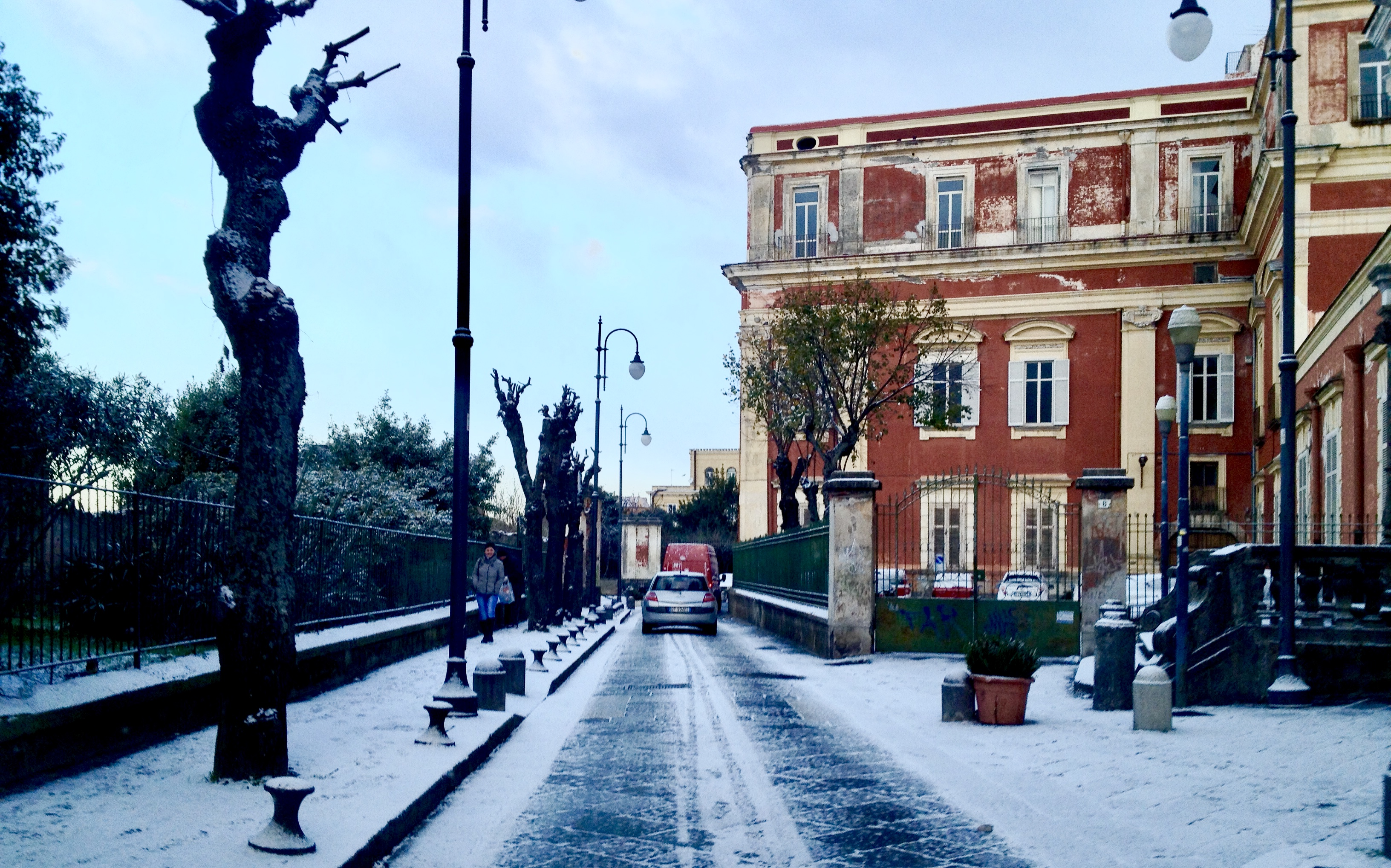
Palazzo Landriani in Portici

Der Palazzo Landriani ist ein Palast aus dem 18. Jahrhundert in Portici in der italienischen Region Kampanien. Er liegt in der Via Gravina, 8 und zählt zu den Villen der Miglio d’oro.

## Geschichte
Der Bau des Gebäudes selbst und der angeschlossenen Kapelle Zum Heiligen Kreuz erfolgten zu unterschiedlichen, eng aufeinander folgenden Zeitpunkten: 1750 wurde das Hauptgebäude errichtet und 1754 die Kapelle. Der Bau des Komplexes erfolgte im Auftrag von Don Giuseppe Maria di Lecce, einem Kanoniker der Kathedrale von Lucera, aber im Laufe der Jahre wechselte er mehrmals den Besitzer.
Zuerst kauft ihn Don Vincenzo Vella, was man auch an der Benennung in der Karte des Duca di Noja mit dem Toponym „Casino e delizie del Vella“ erkennt. Später gehörte er der Familie Orsini aus Gravina, was man heute noch an dem Adelswappen in Marmor oben am Eingangstor sieht. In diese Zeit fällt ein bedeutendes Ereignis für die Geschichte von Portici, dessen Protagonistin Maria Karolina von Österreich, die Souveränin des Königreichs beider Sizilien, ist: Sie blickte von einem Balkon des Palastes und betrachtete das grandiose Panorama des Golfes von Neapel zwischen der Punta Campanella und Posillipo und rief aus: „Che bella vista!“ (dt.: Welch schöner Anblick!). Diese Episode blieb in Erinnerung, sodass bis heute die gesamte Gegend „Bellavista“ genannt wird.
1837 endete die Funktion des Palastes als Adelsresidenz: Die Piaristen kauften das Anwesen, das Anfang des 20. Jahrhunderts mehrere Umgestaltungen über sich ergehen lassen musste, um es als Privatkolleg nutzen zu können.

## Beschreibung
Wie andere Paläste aus dem 18. Jahrhundert in der Gegend, wie z. B. der Palazzo Amoretti, erhebt sich das Gebäude um einen großen Innenhof, von dem aus zwei Treppen, gestützt von Strebepfeilern, zu den oberen Stockwerken führen.
Die für das 18. Jahrhundert typische Fassade hat drei Stockwerke, von denen die ersten beiden von Pilastern mit ionischen Kapitellen geteilt werden. Die Fenster in diesen Stockwerken sind mit Architraven versehen. Das monumentale Portal in Piperno in der Mitte der Fassade ist mit Bossenwerk umrandet und zeigt oben das Adelswappen der Familie Orsini in Marmor. Innen im Gebäude liegt in Verbindung mit dem Eingangsportal eine dritte Treppe, die zum Garten führt.
Die Heilig-Kreuz-Kapelle die mit dem Hauptgebäude durch einen niedrigen Bau verbunden ist, hat steinerne Eingangsstufen und ein Portal in Piperno. Viele der architektonischen Elemente der Palastfassade, wie z. B. die durch Pilaster begrenzten Felder, wiederholen sich auch an der Fassade der Kapelle.